# Porsche (Familie)

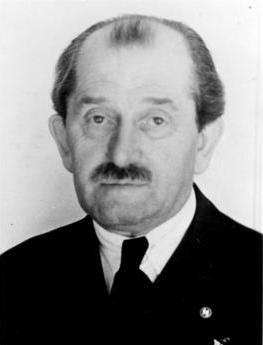
Ferdinand Porsche (1942)

Stammvater der Familie Porsche ist der aus Böhmen stammende Automobilkonstrukteur Ferdinand Porsche. Im Jahr 2025 bestand die dritte Generation aus 5 Mitgliedern und die vierte aus 33 Mitgliedern.
Die Familien Porsche und Piëch halten 53,3 % der Stammaktien der Volkswagen AG.

## Familienstammbaum
- Ferdinand Porsche (1820–1896) ⚭ Catharina Bradka (1819–1888)
- Anton Porsche (1845–1908) ⚭ Anna Ehrlich (1850–1919)
- Ferdinand Porsche (1875–1951) ⚭ Aloisia Kaes (1878–1959)
  - Louise Porsche (1904–1999) ⚭ Anton Piëch (1894–1952)
    - Ernst Piëch (* 1929) ⚭ Elisabeth Nordhoff (* 1936), jüngste Tochter von Heinrich Nordhoff
      - Charlotte (* 1960)[3]
      - Florian Piëch (* 1962)
      - Sebastian Piëch (* 1965)[3], Ingenieurwissenschaftler

    - Louise Daxer-Piëch (1932–2006) ⚭ 1. Obsthändler Josef Ahorner, 2. Antiquitätenhändler Hans Daxer
      - Louise Dorothea Kiesling (1957–2022[4]), Unternehmerin (s. Joh. Backhausen & Söhne) verheiratet mit Andreas Johann Kiesling
      - Josef Michael Ahorner (* 1960), Unternehmer ⚭ Tamara Ahorner[5][6]
        - Ferdinand Stefan Samuel Ahorner (* 1998)[7]
        - Nicola Louise Ahorner (* 2000), Turnierreiterin[8][9][10]

    - Ferdinand Piëch (1937–2019) ⚭ 1. Corina von Planta, 2. Marlene Porsche (geb. Maurer), 3. Herma Hutter, ⚭ 4. Ursula Plasser (* 1956)
      - (1.) Arianne (* 1959)[3]
      - (1.) Corina (* 1960)[3]
      - (1.) Desirée (* 1962)[3]
      - (1.) Ferdinand „Nando“ Piëch (* 1965)[11], Immobilieninvestor[12] ⚭ Ariane Piëch[11][13]
        - Ferdinand Ricardo Piëch (* 1993)[11]
        - Laura Piëch (* 1994)[11]
        - Arthur Piëch (* 1996)[11]
        - Leopold Piëch (* 2003)[11]

      - (1.) Jasmin Lange-Piëch (* 1969)[3]
        - Moritz Lange-Piëch ⚭ Caroline Lange-Piëch, geb. Gauweiler[14], Tochter von Peter Gauweiler

      - (2.) Hans Porsche (* 1973)[15]
      - (2.) Valentin Piëch (* 1976)[3]
      - (2.) Anton „Toni“ Piëch (* 1978)[16], Gründer von Piëch Automotive
      - (3.) Ferdinand Piëch (* 1979)
      - (3.) Caroline (* 1982)[3]
      - (4.) Markus Sixtus Piëch (* 1985)[3]
      - (4.) Florina Louise Pantic (* 1987), geb. Piëch
      - (4.) Gregor Piëch (* 1994)

    - Hans Michel Piëch (* 1942), Rechtsanwalt in Wien ⚭ 1. ?, 2. ?, 3. Veronika[17]
      - Claudia Fox Linton (* 1964)[3], Grafikdesignerin
      - Melanie Leonore Wenckheim, geb. Piëch (* 1967) ⚭ Stefan Wenckheim, aus der Ottakringer Brauerei Eigentümer Familie[18]
      - Stefan Piëch (* 1970)
      - Julia Kuhn-Piëch (* 1981), Immobilienmanagerin ⚭ Andreas Kuhn, Baumaschinen-Großhändler (Kuhn Holding)[19]
      - Helene „Leni“ Piëch (* 1993)[20]
      - Sophie Piëch (* 1994)[21]

  - Ferry Porsche (1909–1998) ⚭ Dorothea Reiz (1911–1985)
    - Ferdinand Alexander Porsche, genannt „Butzi“ (1935–2012) ⚭ Brigitte Bube (* 1938)
      - Ferdinand Oliver Porsche (* 1961) ⚭ 1. Brigette Voith-Porsche 2. Claudia Hammacher (1962–2013), 3. Daniela Porsche, geb. Wieninger[22] (* 1970)
      - Kai Alexander Porsche (* 1964)
      - Mark Philipp Porsche (* 1977) ⚭ Carolina Inama (* 1978), Moderatorin[23]
        - Loana Laetitia (* 2010)

    - Gerhard Anton Porsche (* 1938), Landwirt in Österreich, ⚭ 1. Marlene Maurer (* 1941), ⚭ 2. Iris Porsche (* 1968), Hotelbesitzerin[24]
      - (1.) Geraldine Porsche (* 1980), Ärztin
      - (2.) Diana Porsche (* 1996), Turnierreiterin[25]

    - Hans-Peter Porsche (* 1940) ⚭ Kuni Porsche[26]
      - Peter Daniell Porsche (* 1973), Waldorfpädagoge ⚭ Aglaia Porsche[27]
        - Ismene (* 1998)
        - Orlando (* 2000)
        - Tamino (* 2002)
        - Aurelia (* 2004)

    - Wolfgang Porsche (* 1943) ⚭ 1. Karin Händler?, ⚭ 2. Susanne Bresser (* 1952), ⚭ 3. Claudia Porsche, geb. Hübner (* 1948)
      - (1.) Christian Porsche (* 1974), Facharzt für Neurologie
      - (1.) Stephanie Porsche-Schröder (* 1978) ⚭ Carsten Schröder
      - (2.) Ferdinand Rudolf Wolfgang Porsche (* 1993), Architekt[28]
      - (2.) Felix Alexander Porsche (* 1996)